# あるいは、とても小さな戦争の音
『あるいは、とても小さな戦争の音』（あるいは、とてもちいさなせんそうのおと）は、2017年の伊参スタジオ映画祭シナリオ大賞短編の部での大賞受賞作品。
脚本の村口知巳が自ら監督を務め、2018年に映像化。製作費用の一部はクラウドファンディングサイト「Motion Gallery」で支援を募った。2018年11月25日の伊参スタジオ映画祭にて初公開された。

## キャスト
- 佐久千夏：大沢まりを
- 佐久丈史：大石結介
- 品川：石倉三郎
- 宮野：長屋和彰
- 祥太：梅谷祐成
- 美里：環菜美
- 三峰：吉村賢人

## スタッフ
- 監督・脚本：村口知巳
- プロデューサー：土屋光敏
- 助監督：松岡寛
- 撮影：磯辺康広
- 照明：竹本勝幸
- 録音：細川武士
- 音響効果：青木秀文
- ヘアメイク：藤原玲子、和佳奈
- 製作：「あるいは、とても小さな戦争の音」制作委員会

## 世界の終わりとアダムとイブ
『世界の終わりとアダムとイブ』（せかいのおわりとアダムとイブ）は、本作のスピンオフとして製作された5分の短編映像作品。本作と同時上映されるほか、クラウドファンディング支援者向けには先行Web公開が行われた。

### キャスト（スピンオフ）
- 手島実優
- 高野海琉